# Кабитт, Джордж Итон Стэннард
Джордж Итон Стэннард Кабитт (англ. George Eaton Stannard Cubitt, 1875 — 1966) — бирманский ботаник.    

## Биография
Джордж Итон Стэннард Кабитт родился в 1875 году.  
В начале XX века он был помощником генерального инспектора Индии. 
Джордж Итон Стэннард Кабитт умер в 1966 году.  

## Научная деятельность
Джордж Итон Стэннард Кабитт специализировался на семенных растениях.      

## Некоторые публикации
- 1963. Robert Cubitt of Bacton, Norfolk, (1713-1790) and his Cubitt descendants.